# Garner Tullis
Garner Handy Tullis (Cincinnati, 12 dicembre 1939 – Urbino, 5 dicembre 2019) è stato uno scultore e pittore statunitense.

## Biografia
Nato nel 1939, Garner Tullis, dopo il college, si immatricola alla University of Pennsylvania dove ha quali maestri l’architetto Louis Khan, lo scultore Jacques Lipchitz e figure di primo piano della scuola newyorkese quali Robert Motherwell, Barnett Newman, David Smith e Mark Rothko. 
Giunge a Firenze in forza di una borsa di studio Fulbright e, poi, grazie alla Fulbright Extention può studiare alla Stanford University con Arnaldo Pomodoro e Nathan Oliveira. 
Fonda nel 1972 l’International Institute of Experimental Printmaking, dando vita al primo di una serie di workshop che gli consente di collaborare e stringere rapporti di amicizia con artisti famosi come Richard Diebenkorn, Sam Francis, Emilio Vedova, Helen Frankenthaler, Robert Mangold, Kenneth Noland, Dorothea Rockburne, Robert Ryman, Sean Scully e William Tucker nonché con un vastissimo numero di altri pittori e scultori compresi molti giovani artisti. 
È il primo a ricevere, nel 1994, il Ralph T. King Award per il suo straordinario contributo alla stampa d’arte (The Print Club of Cleveland – Cleveland Museum of Art). 
Svolge il ruolo di insegnante in numerosi college, e università degli studi in America ed in Europa (Bennington College, California State College, Stanislaus, Università di Berkeley, Davis, Harvard University) e, quale Visiting Artist, lavora in Australia, Europa e Sud America. 
Realizza, per primo, le più grandi e profonde stampe a rilievo al mondo di 6 m di altezza, 2 m di larghezza e 1 m di profondità. E sempre a lui si deve per primo la costruzione della più grande pressa idraulica al mondo in grado di stampare opere di 1,8 m per 4 m con tremila tonnellate di pressione.
Le sue oepre sono esposte al Cleveland Museum of Art, al Museum of Modern Art di New York, al San Francisco Museum of Art, al Philadelphia Museum of Art ed in numerose collezioni pubbliche e private.
Dopo aver perso, l'11 settembre 2001, lo stabile in cui viveva a Tribeca, New York City accanto alle Torri Gemelle (il World Trade Center) si trasferisce in Italia, a Ca' Boso:  un ex convento di Pietrarubbia.
Nel pannello didattico per della mostra personale al Palazzo Ducale di Urbino del 2009 (firmato "Garner Tullis, Pietrarubbia, maggio 2009", conservato nel suo Atelier di Ca' Boso) è dato leggere: "Ho iniziato a Firenze nella Chiesa del Carmine, riproducendo, come Michelangelo, i magnifici affreschi di Masaccio, in ginocchio nella Cappella Brancacci. Ne ho fatti centinaia di questi disegni; stessa cosa con la Madonna di Senigallia di Piero della Francesca, qui in questo palazzo, successivamente al mio arrivo nelle Marche 26 anni fa. [...] La pittura, invece, per me è 'l'estrazione' della nostra esperienza emotiva rispetto all'approccio analitico del disegno. La pittura denota 'evocazione' e nella pittura astratta parlo spesso di evocazione della pittura in cui l'espressione del nostro mondo interiore è dominata e viene 'estratta'. Nella pittura le intuizioni diventano realtà, creando non un credente né un miscredente, ma un uomo che guarda ogni forma d'arte con occhio equanime.[...] Per me la grafica artistica è uno stile di vita, un grande viaggio il cui percorso è un'avventura riflessiva".

## Cronologia biografica
- nato nel 1939
- nipote di Jam Handy
- compie i suoi studi al Principia College e poi alla Università della Pennsylvania (B.A. 1963; B.F.A. 1964)[1]
- studia alla Stanford University (M.A. 1967)[1]
- nel 1972 fonda l'International Institute of Experimental Printmaking (Istituto internazionale per la stampa d'arte sperimentale)
- nel 2001 si trasferisce e lavora in Italia, a Pietrarubbia
- muore in Urbino il 5 dicembre del 2019

## Premi
- Fulbright Scholarship (1964)
- Fulbright Extension and Travel Grant
- Ralph T. King Award for outstanding contributions to printmaking (Print Club of Cleveland, Cleveland Museum of Art)